# Aspidoras brunneus
Aspidoras brunneus és una espècie de peix de la família dels cal·líctids i de l'ordre dels siluriformes.

## Morfologia
Els mascles poden assolir els 2,1 cm de llargària total.

## Distribució geogràfica
Es troba a Sud-amèrica: Brasil.